# David Dinkins

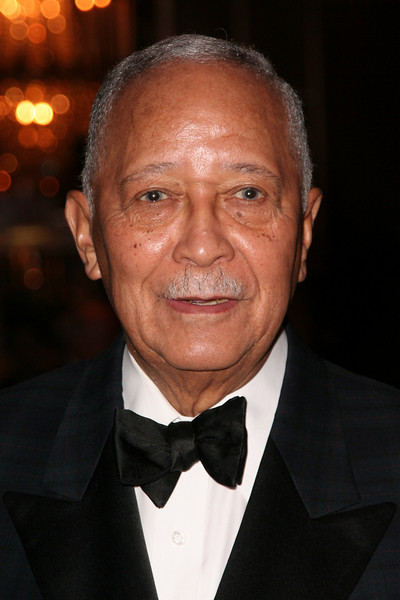
David Dinkins (2007)

David Norman Dinkins (* 10. Juli 1927 in Trenton, New Jersey; † 23. November 2020 in New York City, New York) war ein US-amerikanischer Politiker der Demokratischen Partei. Er war der 106. Bürgermeister von New York City und der erste Afroamerikaner in diesem Amt.
Sein erstes politisches Mandat hatte Dinkins von 1965 bis 1967 als Abgeordneter im Parlament des Bundesstaats  New York, der New York State Assembly, inne. Anschließend übte er mehrere Ämter in der Stadtverwaltung von New York aus, ehe er 1985 als Nachfolger von Andrew Stein zum Borough President von Manhattan gewählt wurde. Diesen Posten behielt er von 1986 bis 1989. Am 7. November 1989 setzte er sich bei der Wahl zum Bürgermeister von New York als demokratischer Kandidat gegen den Republikaner Rudy Giuliani durch; 1993 konnte Giuliani ihn allerdings schlagen und ablösen. Damit blieb er der letzte als Demokrat amtierende Bürgermeister der Stadt bis zur Wahl von Bill de Blasio im November 2013.
Dinkins gelang es, erstmals in der Stadtgeschichte die ansteigende Kriminalitätsspirale zu stoppen. Er erreichte eine Personalerhöhung im Polizeidienst um fast 25 Prozent.
Mit seiner Frau Joyce (geborene Burrows, 1930–2020) war Dinkins von 1953 bis zu ihrem Tod im Oktober 2020 verheiratet.